# 9809 Jimdarwin
9809 Jimdarwin è un asteroide della fascia principale. Scoperto nel 1998, presenta un'orbita caratterizzata da un semiasse maggiore pari a 2,6145569 au e da un'eccentricità di 0,1735410, inclinata di 3,15022° rispetto all'eclittica.
L'asteroide è dedicato allo statunitense James L. Darwin.